# 中国汽车场地职业联赛

中国汽车场地职业联赛官方标示

中国汽车场地职业联赛，简称“CTCC”（英文：China Touring Car Championship），其前身为中国汽车场地锦标赛（CCC）。2004年接替“CCC”，并成为全国体育竞赛计划及国际汽车联合会赛历以及中国汽车运动联合会赛历。

## 规则
CTCC一共分有三个比赛项目组：中国量产车组，超级量产车自然进气组、超级量产车涡轮增压组。